# Liste der Bodendenkmäler in Wiesenbach (Schwaben)
Auf dieser Seite sind die Bodendenkmäler in der schwäbischen Gemeinde Wiesenbach zusammengestellt. Diese Tabelle ist eine Teilliste der Liste der Bodendenkmäler in Bayern. Grundlage ist die Bayerische Denkmalliste, die auf Basis des Bayerischen Denkmalschutzgesetzes vom 1. Oktober 1973 erstmals erstellt wurde und seither durch das Bayerische Landesamt für Denkmalpflege geführt wird. Die folgenden Angaben ersetzen nicht die rechtsverbindliche Auskunft der Denkmalschutzbehörde.

## Bodendenkmäler der Gemeinde Wiesenbach

### Bodendenkmäler in der Gemarkung Oberwiesenbach
| Lage                                   | Objekt | Akten-Nr.     | Bild           |
| -------------------------------------- | --- | ------------- | -------------- |
| Oberwiesenbach (Standort)              | Siedlung des Neolithikums. Siehe auch: Neolithikum                                                                   | D-7-7727-0052 |                |
| Oberwiesenbach Kirchplatz 3 (Standort) | Mittelalterliche und frühneuzeitliche Befunde im Bereich der Katholischen Pfarrkirche St. Blasius in Oberwiesenbach. | D-7-7727-0080 | weitere Bilder |

### Bodendenkmäler in der Gemarkung Unterwiesenbach
| Lage                                        | Objekt | Akten-Nr.     | Bild           |
| ------------------------------------------- | --- | ------------- | -------------- |
| Unterwiesenbach (Standort)                  | Burgstall des Mittelalters. Siehe auch: Burgstall, Mittelalter                                                                                 | D-7-7627-0034 |                |
| Unterwiesenbach Kapellenstraße 1 (Standort) | Mittelalterliche und frühneuzeitliche Befunde im Bereich der Katholischen Filialkirche St. Stephanus, Laurentius und Vitus in Unterwiesenbach. | D-7-7627-0140 | weitere Bilder |